# Frank Lockhart
Frank Stallworth Lockhart (ur. 8 kwietnia 1903 roku w Daytonie, zm. 25 kwietnia 1928 roku w Daytona Beach) – amerykański kierowca wyścigowy.

## Kariera
W swojej karierze Lockhart startował głównie w Stanach Zjednoczonych w mistrzostwach AAA Championship Car oraz towarzyszącym mistrzostwom słynnym wyścigu Indianapolis 500, będącym w latach 1923-1930 jednym z wyścigów Grandes Épreuves. W pierwszym sezonie startów, w 1926 roku odniósł zwycięstwo w wyścigu Indianapolis 500. W mistrzostwach AAA łącznie ośmiokrotnie stawał na podium, w tym pięciokrotnie na jego najwyższym stopniu. Z dorobkiem 1830 punktów został sklasyfikowany na drugiej pozycji w klasyfikacji generalnej. Rok później w wyścigu na torze Indianapolis Motor Speedway wywalczył pole position, jednak został wyeliminowany przez awarię na 120 okrążeniu. Tym razem odniósł cztery zwycięstwa. Ponownie pozwoliło mu to zdobyć tytuł wicemistrzowski.

## Śmierć
Poza startami w wyścigach Lockhart podejmował także próby bicia rekordów prędkości na lądzie. 25 kwietnia 1928 roku na torze Daytona Beach Road Course w czasie jednej z takich prób, kierowca stracił kontrolę na pojazdem, który wypadł z toru na piasek. Lockhart wyrzucony z pojazdu zmarł na miejscu.